# Artūrs Skrastiņš
Artūrs Skrastiņš (* 18. September 1974 in Jelgava, LSSR, Sowjetunion) ist ein lettischer Theater- und Filmschauspieler sowie Fernsehmoderator.

## Leben
Seit 1996 gehört Skrastiņš dem Ensemble des Daile-Theater an. 1997 übernahm er Filmrollen in Rolstein on the Beach und Liktendzirnas. Ab den 2000er Jahren war er in unregelmäßigen Abständen in verschiedenen Filmproduktionen zu sehen. So übernahm er 2007 eine Nebenrolle in Die letzte Front – Defenders of Riga, 2009 folgte eine Besetzung in Die kleinen Bankräuber sowie 2012 eine Rolle im Fernsehfilm Kommissar Wallander: Hunde von Riga. 2018 hatte er eine Charakterrolle in der britisch-lettischen Kooperation The King’s Ring – Die letzte Schlacht. Ab demselben Jahr bis einschließlich 2019 stellte er die Rolle des Filips in 30 Episoden der Saldais Paritis. Ir Berni Fernsehserie dar. 2022 verkörperte er im Film Januar einen Lehrer.

## Filmografie (Auswahl)
- 1997: Liktendzirnas
- 1997: Rolstein on the Beach (Fernsehfilm)
- 2000: Baiga vasara
- 2000: Vecas pagastmajas misterija
- 2004: Udensbumba resnajam runcim
- 2007: Die letzte Front – Defenders of Riga (Rīgas sargi)
- 2009: Die kleinen Bankräuber (Mazie laupitaji)
- 2010: Rudolfa mantojums
- 2012: Kommissar Wallander: Hunde von Riga (Wallander, Fernsehserie, Episode 3x02)
- 2012: Izmena
- 2016: Gutenmorgens un Vienciems (Fernsehfilm)
- 2017: Magic Kimono
- 2018: The King’s Ring – Die letzte Schlacht (Nameja gredzens)
- 2018: Bille
- 2018: The Mover
- 2018–2019: Saldais Paritis. Ir Berni (Miniserie, 30 Episoden)
- 2019: Tur
- 2020: Tsoy
- 2021: Emily. Queen of the Press (Miniserie)
- 2022: Januar (Janvaris)
- 2023: Evrey
- 2024: Maria’s Silence